# Anthony Muñoz
Pour les articles homonymes, voir Muñoz.
Pro Football Hall of Fame 1998
(en) Statistiques sur pro-football-reference
Anthony Muñoz (né le 19 août 1958) est un joueur de football américain des années 1980-1990, évoluant au sein de l'attaque au poste d'offensive tackle.

## Biographie
Muñoz a rejoint les Bengals durant le 1er tour de la Draft NFL 1980 malgré le fait qu'il ait manqué une bonne partie de sa dernière saison universitaire en raison d'une blessure au genou. Tandis que beaucoup d'observateurs trouvait ce choix risqué pour les Bengals, Muñoz a rapidement fait preuve de son talent et s'est imposé comme un titulaire à son poste. Il était extrêmement agile et excellait au blocage de passe et de course. Ses blocks ont été une des raisons majeures de l'émergence de son équipe dans l'élite de la NFL dans les années 1980 avec comme point d'orgue deux participations au Super Bowl.
Considéré par ses pairs et par les fans comme un des meilleurs bloqueurs de l'Histoire, Anthony Muñoz a été sélectionné 11 fois consécutivement au Pro Bowl, de 1981 à 1991 et a obtenu le prix de meilleur joueur de ligne offensive à 3 reprises (1981, 1987 et 1988).
En 1998, Muñoz a été intégré dans le Pro Football Hall of Fame. Il est ainsi devenu le premier joueur des Bengals de Cincinnati à intégrer le Pro Football Hall of Fame après avoir évolué toute sa carrière dans son équipe.

## Cinéma et télévision
Anthony Muñoz a joué des rôles secondaires dans les films Chicanos, chasseur de têtes (1980) et L'Étoffe des héros (1983), et dans un épisode de la série télévisée Legmen (en) (1984 ; épisode Take the Credit and Run).